# 吉德罗托尔夫
吉德罗托尔夫（羅馬化：Gidrotorf）是俄罗斯下诺夫哥罗德州的市级镇，属巴拉赫纳区，地处下诺夫哥罗德州西部，在区行政中心巴拉赫纳西南侧、州府下诺夫哥罗德西北方，靠近铁路车站巴拉赫纳站。
该地2021年人口有7,290人；2010年人口7,557；2002年人口7,670；1989年人口7,622。